# Snapper Rocks

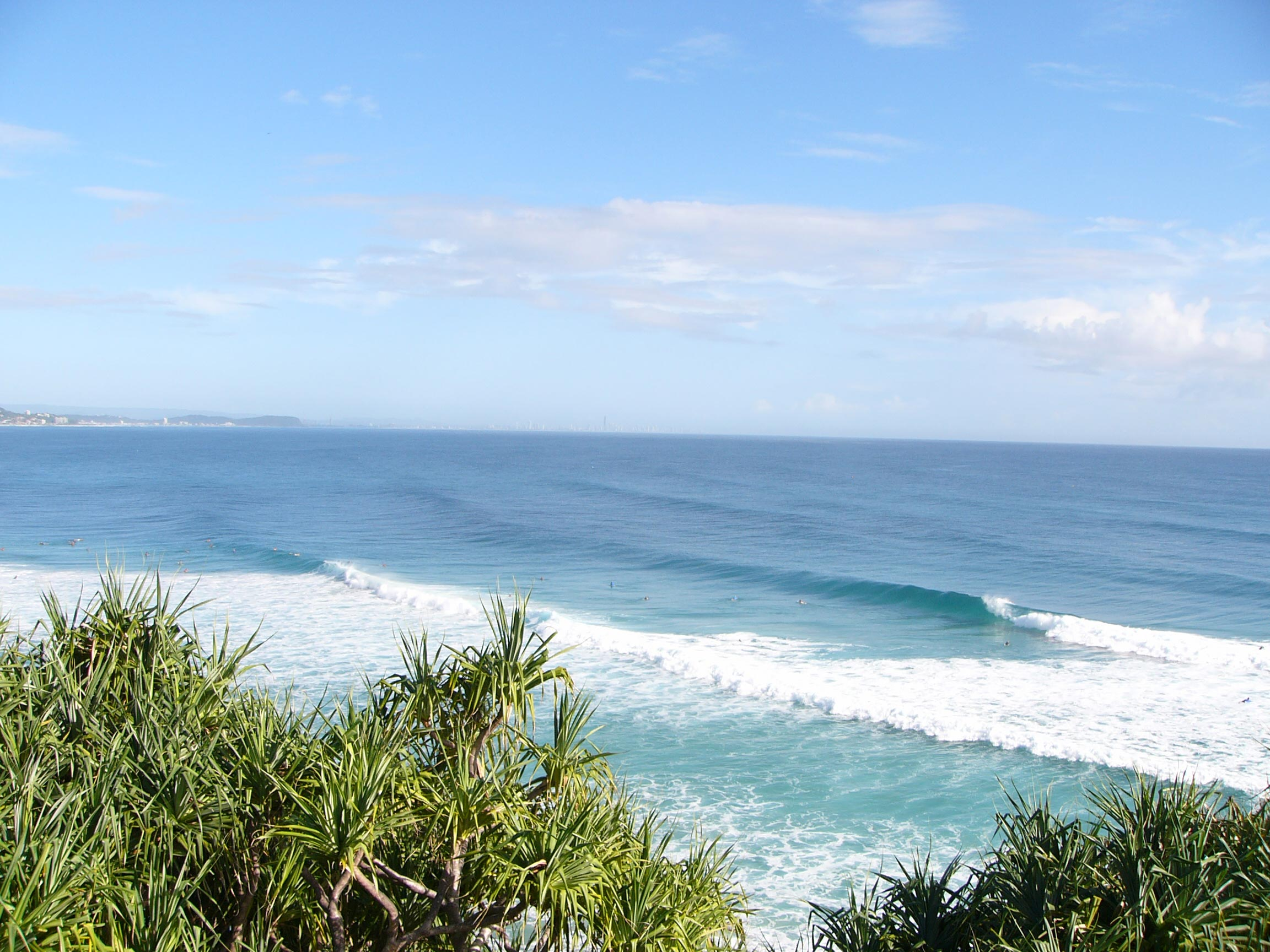
Snapper Rocks.

Snapper Rocks é uma famosa rompente situada em Gold Coast, Austrália, zona onde também existe grande quantidade de point breaks importantíssimas entre os surfistas como Kirra, Superbank ou Duranbah.

## A onda
Snapper Rocks é uma das ondas de direitas mais importantes do mundo e encontra-se entre Queensland e Nova Gales do Sul, em pleno coração de Gold Coast. A praia de Snapper Rocks e sua respectiva rompente encontra-se à esquerda da onda artificial Superbank, e esta a sua vez, deixa à esquerda outra das ondas míticas da Austrália, Kirra. Num dia normal, o percurso surfável desta onda está entre os 50 e os 300 metros de comprimento.
Desde 2002, Snapper Rocks é sede de um das provas pontuáveis do ASP World Tour patrocinado pela companhia de roupa e material de surf Quiksilver.